# Transfeminidad
Transfeminidad es un término que abarca a las personas transgénero cuyas identidades son femeninas, pero que no necesariamente se consideran mujeres, aunque pueden hacerlo. Incluye, por un lado, mujeres trans que se describen a sí mismas como mujeres y, por otro lado, personas no binarias y de tercer género que tienen cualidades femeninas pero que no se identifican a sí mismas como mujeres. Una persona transfemenina puede identificarse con muchos rasgos de la feminidad, pero no desea describirse a sí misma como una "mujer". Como término inclusivo, la palabra se usa en el transfeminismo para unir a mujeres transgénero binarias con personas no binarias y genderqueer debido a experiencias sociales comunes.
Individuos transfemeninos se someten a una transición de género para obtener un género femenino, por lo que se les asignó masculino al nacer, lo que no significa que su expresión de género vaya a ser femenina, y algunas pueden describirse como femme o butch, por ejemplo.
Así como no toda persona transfemenina se ve a sí misma como mujer trans, no toda mujer trans se describe a sí misma como transfemenina, y le toca a ella definirse como tal, aunque el término la englobe.